# Хернле, Карл Йозеф

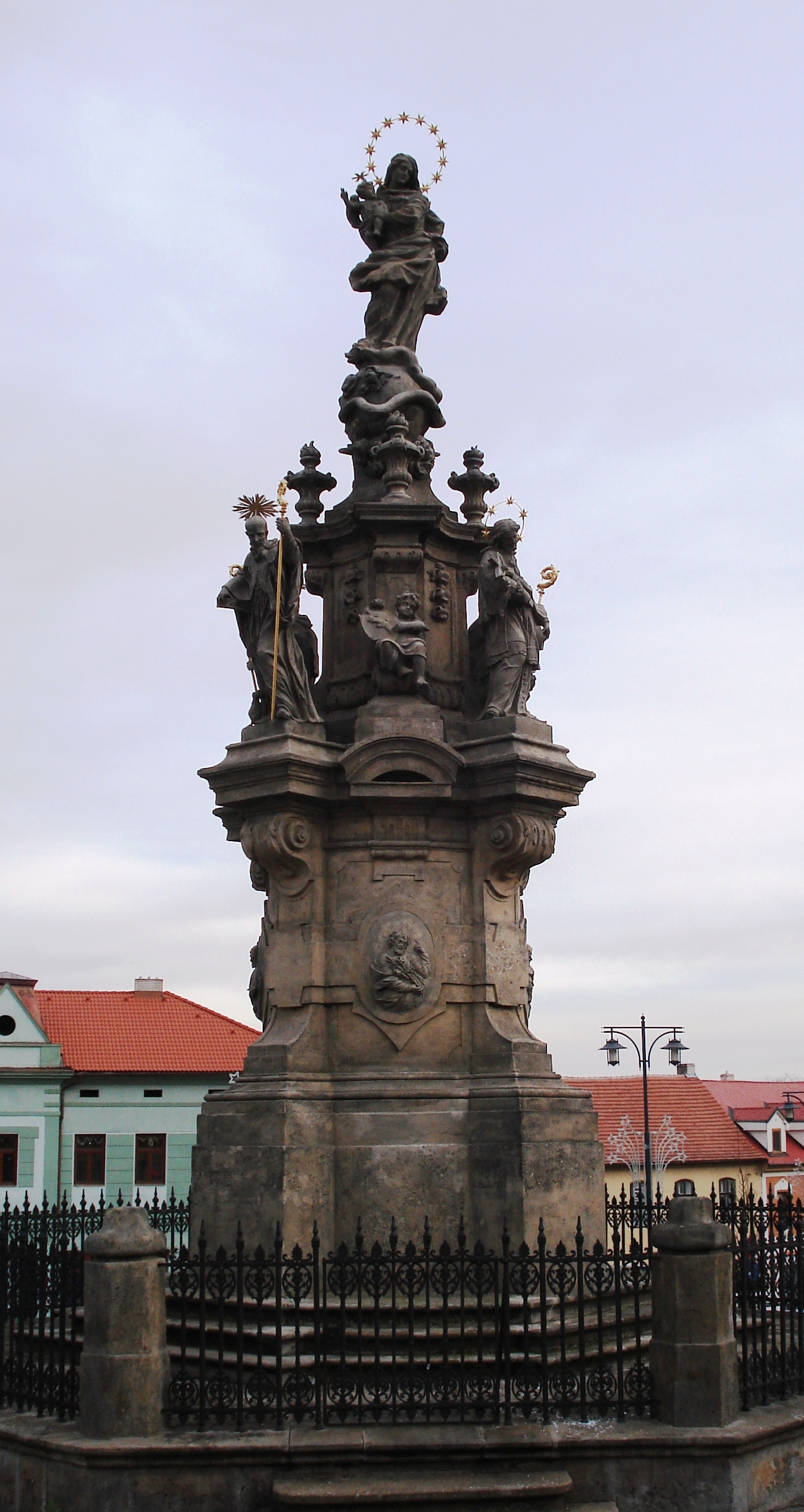
Скульптор Карл Йозеф Хернле. Марианская колонна в память освобождения от чумного поветрия в Кладно (1741)

Карл Йозеф Хернле (нем. Karl Joseph Hiernle; около 1693 — до 28 февраля 1748, Прага) — чешский скульптор немецкого происхождения эпохи позднего барокко.

## Биография

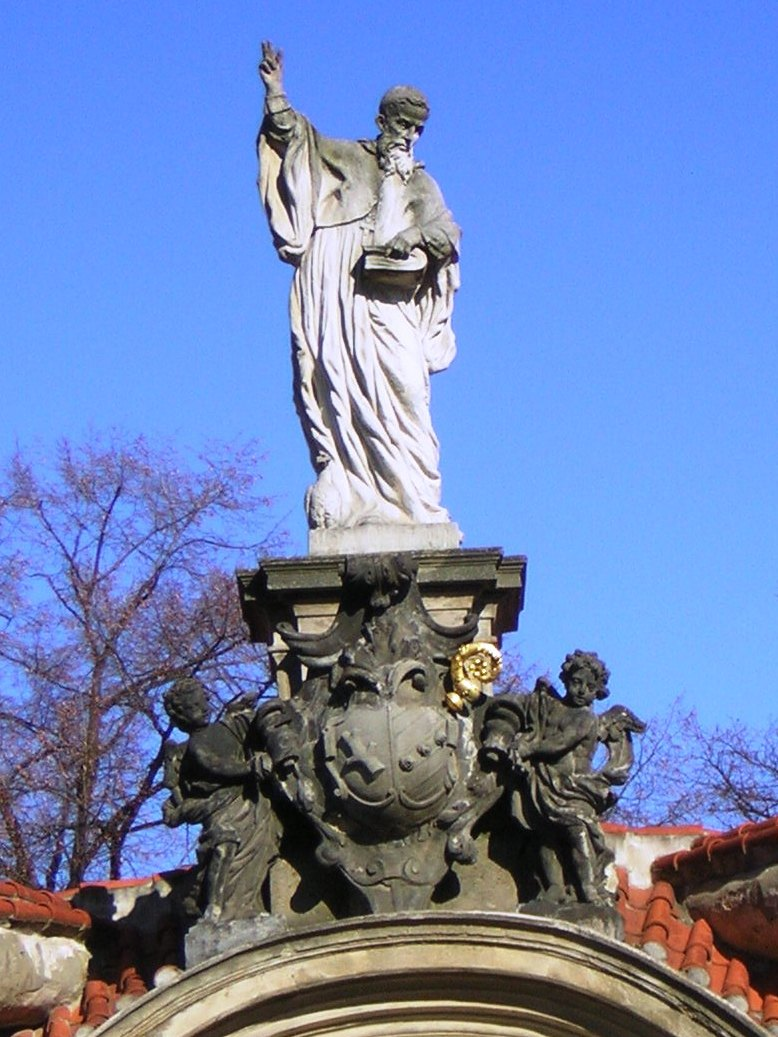
Скульптура св. Бенедикта. Бржевновский монастырь. Прага

Родился в семье известных скульпторов Хернле из Ландсхута в Баварии. Обучался, по-видимому, в мастерской чешского скульптора Фердинанда Максимилиана Брокоффа (1688—1722).
Работал в Чехии, Моравии и Силезии.
Его ранняя работа, каменная скульптурная группа Яна Непомуцкого между ангелов, выполненная в 1727 году для Вацлавской площади в Праге.
По заказу Броумовского бенедиктинского аббата создал несколько скульптур для костелов и монастырей в Легницке-Поле, Богушовице-над-Огржи, Броумове, костëле Святой Маркеты Бржевновского монастыря в Праге и др.
Работал с чешским архитектором Килианом Игнацем Динценхофером.

## Избранные работы
Автор скульптурных украшений
- Костёла Святой Ядвиги в Легницке-Поле — каменные и деревянные скульптуры на фасаде, главный алтарь и на органе (1728—1730)
- Костëла Святой Маркеты Бржевновского монастыря
- Броумов — скульптура Христа на Оливковой горе (1730)
- Бржевнов — скульптура св. Бенедикта на портале (1740)
- Богушовице-над-Огржи — скульптура св. Бенедикта (1745)
- Кладно — Марианская колонна в память освобождения от чумного поветрия (1741)